# Chrysopa kansuensis
Chrysopa kansuensis är en insektsart som beskrevs av Bo Tjeder 1936. Chrysopa kansuensis ingår i släktet Chrysopa och familjen guldögonsländor. Inga underarter finns listade i Catalogue of Life.